# Naoaki Umehara
Naoaki Umehara（ナオアキ・ウメハラ、1989年9月20日 - ）は、日本の作曲家、編曲家。株式会社Nieiro Create代表取締役。

## 経歴
5歳よりピアノをはじめ、15歳から本格的に作曲・編曲を学ぶ。専門学校ESPエンタテインメント大阪在学時にはシンガーソングライターやボーカリストへの楽曲提供や編曲、ダンスユニットや声優へのトラック提供や音源編集を行っていた。在学一年次には同学内楽曲制作コンテストで準グランプリを受賞。
2010年より企業向けBGMの制作や同人作品への楽曲提供、ラジオやTV放送用アレンジやレコーディング・マスタリングを開始し、2015年にmakemusics.comを設立。2021年4月には株式会社Nieiro Createを設立し、作編曲やミックスなどの音源制作業務をはじめ、シンガーソングライター向けサービスとして、WEB制作やプロモーション、理論指導やカラオケ配信、ライブイベント企画など様々な活動を行っている。

## 作品

### テレビ番組
『みのもんたのよるバズ!』(AbemaTV)
- 2017年11月度エンディングテーマ「スノーマジック」（編曲・ミックス・マスタリング）

『Myけいはんな』(KCN京都)
- エンディングテーマ「Shiny Days」（ミックス・マスタリング）

『福島まるごとライブ ヨジデス』(テレビ朝日系列KFB福島放送)
- 2018年9月度エンディングテーマ「青春COLOR」（編曲・ミックス・マスタリング）

『YTSスペシャル やまがた発!ニッポンものづくりの極意　後継者たちの未来戦略』(テレビ朝日系列YTS山形テレビ)
- エンディングテーマ「リスタート」（作曲・編曲・ミックス・マスタリング）

『STEP』(KCN京都)
- 挿入歌「RUN」（編曲・ミックス・マスタリング）

『新 鉄道・絶景の旅』(BS朝日)
- 挿入歌「トレイン」（編曲・ミックス・マスタリング）

『Do～んな天気』(テレビ朝日系列YTS山形テレビ深夜版)
- 10月度タイアップ「僕を探しに」（編曲・ミックス・マスタリング）

YTSスペシャル『われらラーメン王国 愛しの一杯 山形LOVERSオスス麺』(テレビ朝日系列YTS山形テレビ)
- エンディングテーマ「ラストシーン」（編曲・ミックス・マスタリング）

『Myけいはんな』(KCN京都)
- エンディングテーマ「SUN」（編曲・ミックス・マスタリング）

### タイアップ
『AGEHA～Kansai Leisure Group~』
- イメージソング「AGEHA」（編曲・ミックス・マスタリング）

『CRAZY CAMP Fes』
- 公式テーマソング「幸せな太陽」（編曲・ミックス・マスタリング）

花嫁アプリ「(PLACOLE & DRESSY | プラコレ & ドレシー」オリジナルウェディングソング 
- タイアップ曲「milktea」[3]（編曲・ミックス・マスタリング）

花嫁アプリ「(PLACOLE & DRESSY | プラコレ & ドレシー」オリジナルウェディングソング 
- タイアップ曲「記念日」[4]（編曲・ミックス・マスタリング）

### CD
- 田所けんすけ　2nd mini Album 『Starting Over』[5]（編曲・ミックス・マスタリング）
- 田所けんすけ　1st Full Album 『Arc Emotions』[6]（作曲・編曲・ミックス・マスタリング）
- Heath A.K　1st Single 『Daybreak』（ミックス・マスタリング）
- Heath A.K　1st Album 『SANITY』（編曲・ミックス・マスタリング）
- 田所けんすけ　Double A-side Single 『僕を探しに/トレイン』[7]（編曲・ミックス・マスタリング）
- 田所けんすけ　Digital Single 『雪とメリーゴーランド』（編曲・ミックス・マスタリング）
- 田所けんすけ　4th Single 『ラストシーン/モノクロイド』[8]（編曲・ミックス・マスタリング）